# AZ Sint-Lucas (Gent)
Het AZ Sint-Lucas is een modern en sociaal algemeen ziekenhuis in de Belgische stad Gent. Het ziekenhuis is gevestigd net ten noorden van de stadskern op een steenworp van het Gravensteen. Er zijn ook medische centra in Lochristi, Zelzate en Aalter.
AZ Sint-Lucas is een basisziekenhuis voor alle medische disciplines, maar er zijn ook gespecialiseerde programma's voor onder andere oncologie-radiotherapie, neurochirurgie, dialyse, interventionele radiologie ... Het heeft een van de grootste materniteiten van Vlaanderen, een uitgebreide dienst spoedgevallen met MUG-dienst en een interventioneel hartcentrum.
De zorgregio waarin het ziekenhuis zich bevindt, bestrijkt grotendeels het noordwesten van de provincie Oost-Vlaanderen en reikt in het noorden tot aan de landsgrens met Nederland en in het westen tot aan de provinciegrens met West-Vlaanderen. De helft van de patiënten in AZ Sint-Lucas is afkomstig uit Gent.
Naast de uitgebreide medische staf van zo’n 237 artsen, telt het ziekenhuis ongeveer 2.350 medewerkers. Daarmee hoort het ziekenhuis bij de grootste werkgevers uit de streek. Vanaf 2027 fuseert AZ Sint-Lucas met AZ Jan Palfijn. Sinds 6 januari 2024 passeert de Gentse tramlijn T4 ook aan dit ziekenhuis.

## Geschiedenis

### AZ Sint-Lucas
AZ Sint-Lucas is de fusie van wat oorspronkelijk drie aparte Gentse ziekenhuizen waren: AZ Heilige Familie, AZ Sint-Vincentius en AZ Volkskliniek.

### AZ Heilige Familie
1890, een periode van grote armoede en sociale onrust in de textielnijverheid. Om de nood te lenigen, neemt de kloosterorde van de Zusters Jozefienen in een grote woning bejaarden en later ook zieken op voor medische verzorging. Ze hadden toen 40 bedden.
In de eerste helft van de 20ste eeuw verwerft het AZ Heilige Familie naam en faam op het gebied van oogziekten, chirurgie, pediatrie en materniteit.
In 1964 wordt een nieuwbouw opgetrokken, met een nieuw operatiekwartier, twee nieuwe verpleegafdelingen heelkunde en een nieuwe kinderafdeling voor interne pediatrie. De capaciteit van het ziekenhuis stijgt tot 273 bedden.
In 1974 openen nieuwe verpleegafdelingen voor interne geneeskunde, intensieve zorg, nieuwe medisch-technische diensten en een uitbreiding van de kinderafdeling. De capaciteit gaat naar 420 bedden.
AZ Heilige Familie blijft de meest recente ontwikkelingen volgen, onder meer op het gebied van hemodialyse, spoedgevallen, medische beeldvorming, nucleaire geneeskunde, urologie, materniteit en het dagziekenhuis.
Alle specialismen en vrijwel alle subspecialismen van de hedendaagse geneeskunde zijn in AZ Heilige Familie vertegenwoordigd, behalve radiotherapie, neurochirurgie en een afdeling palliatieve zorg, die door een akkoord met het Sint-Vincentiusziekenhuis niet werden uitgebouwd.

### AZ Sint-Vincentius
De Cisterciënzerabdij Terhagen wordt in 1805 aangeboden als klooster en hospitaal aan de pas opgerichte Congregatie der Zusters van Liefde van Jezus en Maria. In 1929 zijn de gebouwen van de Sint-Vincentiuskliniek operationeel. De polikliniek gaat een jaar later van start. Na de Tweede Wereldoorlog beschikt het ziekenhuis over 100 bedden, verdeeld over heelkunde, interne geneeskunde, materniteit en pediatrie.
Het AZ Sint-Vincentius kent een bewogen geschiedenis, met onder andere de oprichting van een nieuwbouw in 1989. In 1994 beschikt het ziekenhuis over een capaciteit van 263 bedden en 12 bedden palliatieve zorg. Vooral op het gebied van de neurochirurgie, de algemene chirurgie, de radiotherapie en het dagziekenhuis (chirurgisch en oncologisch) verwerft het ziekenhuis een stevige reputatie

### AZ Volkskliniek
In 1904 neemt de socialistische mutualiteit haar eerste hospitalisatieafdeling in gebruik. In 1928 opent de Volkskliniek in de Sint-Margrietstraat, autonoom, functioneel en financieel gescheiden van de mutualiteit Bond Moyson. In 1974 beslist de Raad van Bestuur van de Volkskliniek een grotere, moderne en nieuwe instelling te realiseren. De nieuwe Volkskliniek wordt officieel in gebruik genomen in het najaar van 1985.
In de aanvangsfase worden 92 bedden binnen het AZ geopend; een deel van de ziekenhuisstructuur wordt omgevormd tot rust- en verzorgingstehuis met een capaciteit van 116 bedden. Het oorspronkelijke beddenaantal in het ziekenhuis verdubbelt op tien jaar tijd tot een capaciteit van 200 bedden.
In 1994 opent het bejaardenverblijf Tempelhof met een serviceflatgebouw (68 flats) en een rusthuis (90 bedden). Later hetzelfde jaar opent het kinderdagverblijf Bengelhof.
In 1995 wordt het dagziekenhuis operationeel. Dat vormt functioneel een aparte entiteit, maar maakt structureel deel uit van het ziekenhuis.
In 1998 wordt de Volkskliniek opgesplitst in twee entiteiten: AZ Volkskliniek (het ziekenhuis) en vzw Volkskliniek (het woon- en zorgcentrum). Enkele maanden later, op 1 augustus 1998, sluit AZ Volkskliniek een associatieovereenkomst met het AZ Sint-Lucas. Op 1 juli 2000 wordt een raamovereenkomst met AZ Sint-Lucas getekend. Op 1 januari 2004 is de fusie officieel een feit. Het gebouw van de Volkskliniek blijft in gebruik.
In 2020 trekt AZ Sint-Lucas de deur van campus Volkskliniek achter zich dicht. Heel wat jaren van bouwen en verbouwen hebben ervoor gezorgd dat alle activiteiten voortaan gebundeld worden op campus Sint-Lucas.

### Zelzate
AZ Volkskliniek is sinds 1950 aanwezig in Zelzate. Eerst nog in de Leegstraat, maar kort nadien verhuizen ze naar het voormalige gemeentehuis in de Frans Witdoucklaan. In 1989 laat AZ Volkskliniek een nieuwe polikliniek bouwen in de Burgemeester C. Leynstraat.
In 2001 brengt AZ Sint-Lucas een low-care dialysecentrum onder in de gebouwen van het psychiatrisch centrum Sint-Jan Baptist.
In april 2008 opent AZ Sint-Lucas en Volkskliniek in samenwerking met het OCMW Zelzate een volledig nieuw medisch centrum Zelzate, vlak bij Home Bloemenbos. Naast de polikliniek (met een uitgebreid aanbod) en het low-care dialysecentrum is er ook een dienst medische beeldvorming ondergebracht.

### Aalter
In 1898 komen vier zusters van de Congregatie der Zusters van Liefde van de Verrezen Zaligmaker uit Gent, in Aalter aan en starten een rusthuis dat ze 'Hospice Sint-Antonius' noemen. Ze nemen er de zorg op zich voor 59 bejaarden. De Congregatie der Zusters van Liefde van de Verrezen Zaligmaker wordt in 1956 opgenomen in de Zustergemeenschap van de Heilige Jozef, die in Gent het ziekenhuis Heilige Familie beheert. Sindsdien heeft AZ Sint-Lucas een nauwe band met het rusthuis waar het op de campus van Veilige Have een medisch centrum heeft uitgebouwd.

### Lochristi
In 2020 openden de deuren van een gloednieuw medisch centrum in Lochristi. Omdat veel patiënten uit Lochristi en omgeving komen, was het zinvol om er een medisch centrum te bouwen. Zo moeten de patiënten niet steeds naar Gent komen om hun arts te raadplegen.

## Medisch aanbod
Het AZ Sint-Lucas heeft volgende diensten:
- Ademhaling: Longziekten, Thorax- en vaatheelkunde
- Beenderen, spieren en gewrichten: Orthopedie, Fysische geneeskunde, Sportgeneeskunde, DBC-rugschool, Reumatologie, Artritiskliniek
- Bloed: Hematologie, Laboratorium
- Dagziekenhuis: Dagziekenhuis, Chirurgisch dagziekenhuis, Dagziekenhuis oncologie, Dagziekenhuis geriatrie, Dagziekenhuis inwendige
- Gezwellen en tumoren: Oncologie, Dagziekenhuis oncologie, Zorgprogramma oncologie, Radiotherapie, Borstkliniek
- Hart en borstkas: Hartziekten, Thorax- en vaatheelkunde
- Hersenen en zenuwen: Neurologie, Psychiatrie, Neurochirurgie, Bewegingsstoornissen
- Hoofd en hals: Neus-, keel-, oorziekten, hoofd- en halsheelkunde. Oogheelkunde, Mond-, kaak- en aangezichtsheelkunde, Mond- en tandziekten, Plastische heelkunde
- Huid: Huidziekten, Plastische heelkunde
- Kinderen: Pasgeborenen, Wiegendoodscreening, Kinderziekten, Neuropediatrie
- Klieren en stofwisselingsziekten: Endocrinologie, Suikerziekte, Reumatologie, Artritiskliniek, Andrologie (mannenziekten), Gynaecologie (vrouwenziekten), Kinderziekten
- Kritische diensten: Intensieve zorgen, Spoedgevallendienst, Arbeidsongevallen,
- Maag, darm, lever en spijsvertering: Maag- darm- en leverziekten, Heelkunde
- Medisch-technische diensten: Anatomo-pathologie, Anesthesie en reanimatie, Fysische geneeskunde, Kinesitherapie, Laboratorium
- Medische beeldvorming: radiologie, echografie, CT-scan, angiografie, NMR, Nucleaire geneeskunde, botdensitometrie, Radiotherapie
- Moeder en kind: Gynaecologie, Algemene verloskunde, Pasgeborenen, Wiegendoodscreening, Kinderziekten, Neuropediatrie, Fertiliteit
- Neus, keel en oor: Neus-, keel- oorziekten, hoofd- en halsheelkunde
- Nier en urinewegen: Nierziekten (nefrologie), Hemodialyse (niervervangende therapie), Urologie
- Oog: Oogheelkunde
- Ouderen: Geriatrie
- Palliatieve zorg: Palliatieve zorg
- Pijn: Pijnkliniek
- Spoedgevallen: Spoedgevallendienst
- Voeding: Maag-, darm- en leverziekten, Diabetes, Diëtetiek, Obesitas
- Voortplanting en vruchtbaarheid: Algemene verloskunde, Gynaecologie, Vruchtbaarheidscentrum, Andrologie, Fertiliteit
- Vrouwen: Gynaecologie, Algemene verloskunde, Borstkliniek
- Welzijn en geestelijke gezondheid: Neurologie, Sportgeneeskunde, Plastische heelkunde